# 가와구치모토고역
가와구치모토고역(일본어: 川口元郷駅)은 일본 사이타마현 가와구치시에 있는 철도역이다.

## 타는 곳

### 사이타마 고속철도
| 1 | ■ 사이타마 고속 철도선 | 우라와미소노 방면                                |
| 2 | ■ 사이타마 고속 철도선 | 아카바네이와부치ㆍ 히요시ㆍ에비나ㆍ쇼난다이 방면 |

## 역세권 정보
- 가와구치 시청
- 동일본 여객철도(JR동일본) 게이힌 도호쿠 선 가와구치역 - 도보 약 10분 15분, 당역으로부터 버스 노선도 있음.
- 국도 제122호선

## 역사
- 2001년 3월 28일: 영업 개시.
- 2002년 11월 10일: 역전 광장 완성, 역전 광장 측에 엘리베이터를 신설

## 사진

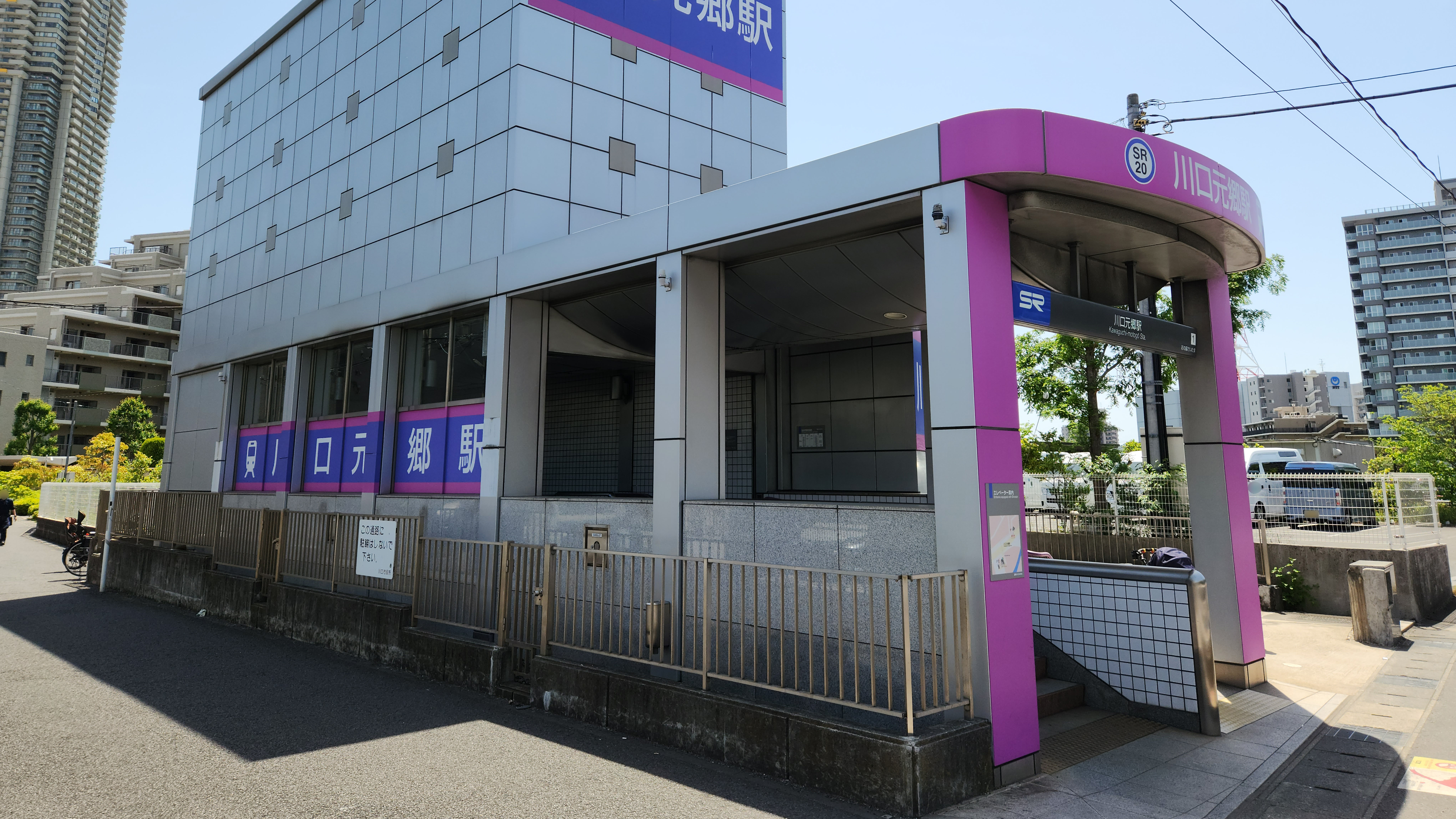
1번 출입구(2023년 5월)
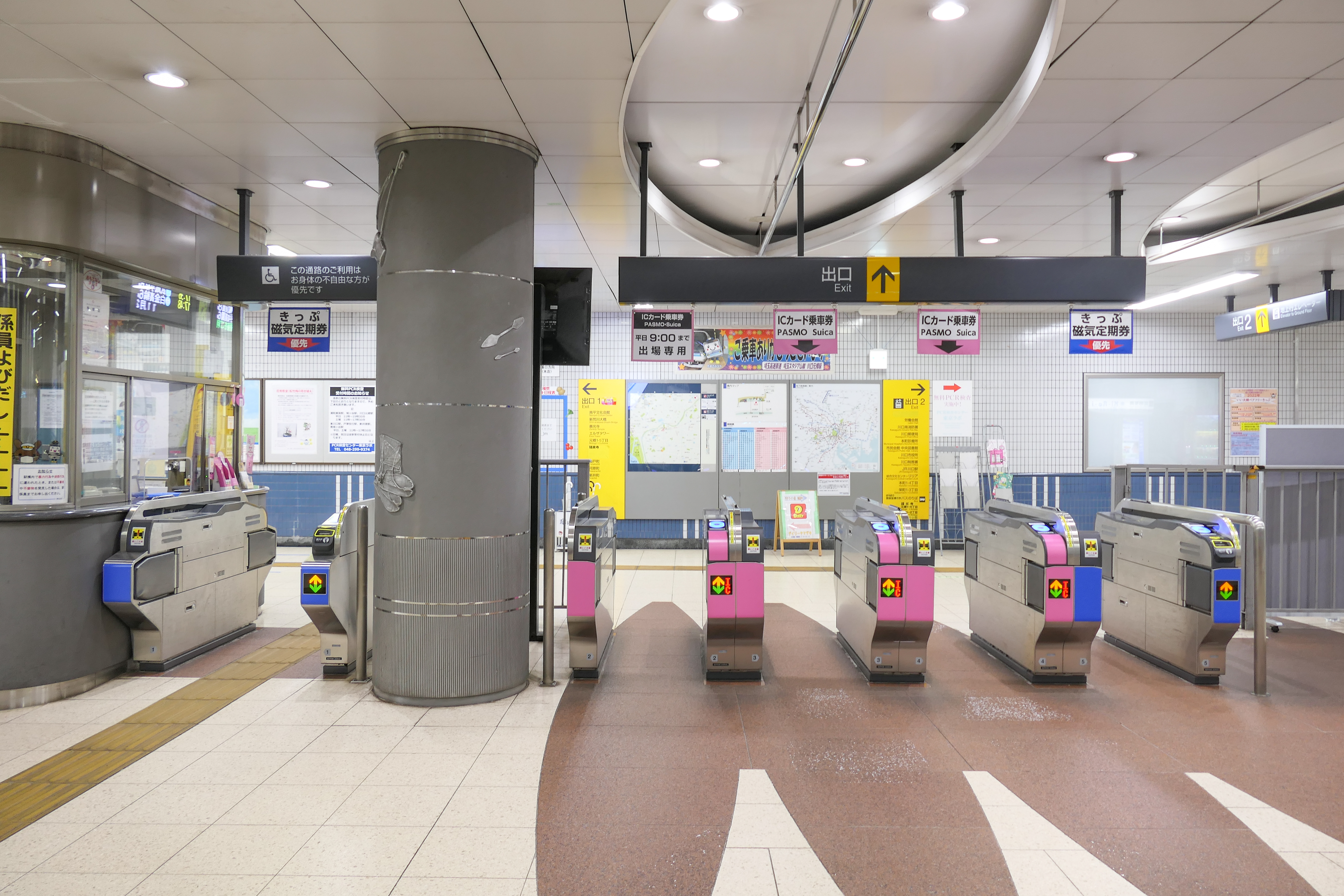
개찰(2022년 12월)

## 인접역
| 사이타마 고속 철도 ■ 사이타마 고속 철도선 | 사이타마 고속 철도 ■ 사이타마 고속 철도선 | 사이타마 고속 철도 ■ 사이타마 고속 철도선 |
| ----------------------------------------- | ----------------------------------------- | ----------------------------------------- |
| SR 19 아카바네이와부치 메구로 방면        |                                           | 미나미하토가야 SR 21 우라와미소노 방면    |